# Tiago Cardoso Da Silva
Tiago Cardoso Da Silva (ur. 30 stycznia 1985 w Gandawie) – belgijski wioślarz.

## Osiągnięcia
- Mistrzostwa Świata Juniorów – Ateny 2003 – dwójka bez sternika – 11. miejsce[1].
- Mistrzostwa Świata U-23 – Glasgow 2007 – ósemka – 4. miejsce[1].
- Mistrzostwa Europy – Poznań 2007 – czwórka bez sternika wagi lekkiej – 8. miejsce[1].